# 迪特里希·冯·许尔森-黑泽勒
汉斯·迪特里希·格拉夫·冯·许尔森-黑泽勒（德語：Hans Dietrich Graf von Hülsen-Haeseler，1852年2月13日—1908年11月14日），是德国步兵上將，曾担任德意志皇帝威廉二世的侍從官。1908年因为不堪芭蕾舞裙的羞辱去世。